# 两个女人的命运

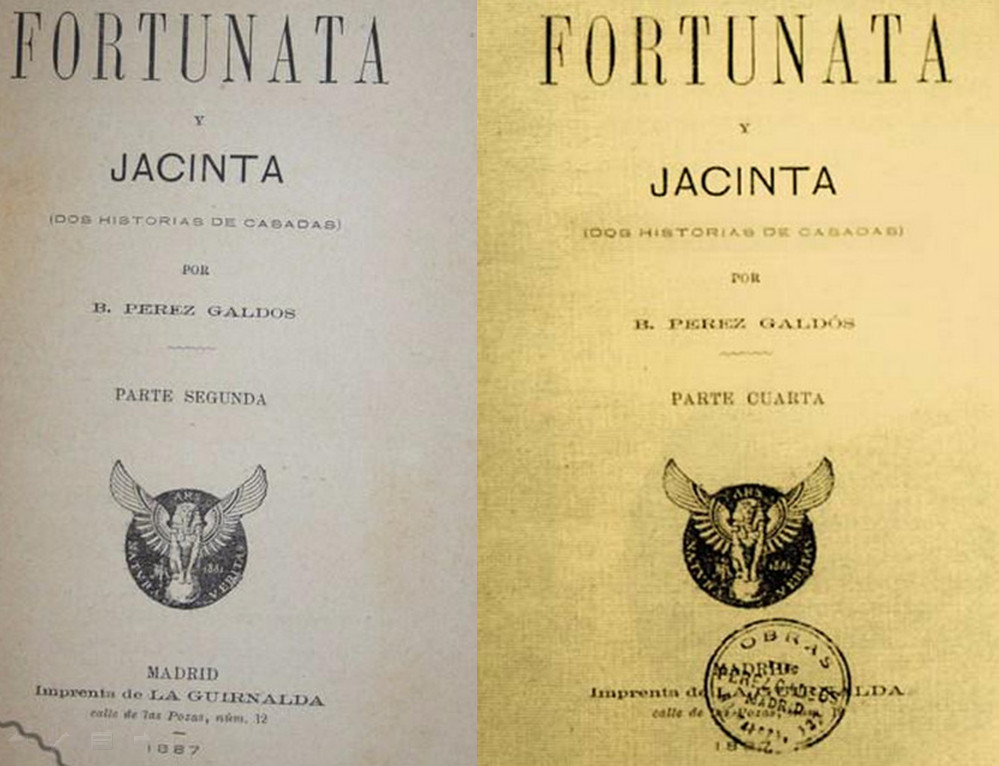
《两个女人的命运》封面和扉页

《两个女人的命运》（西班牙语：Fortunata y Jacinta），是西班牙现实主义小说家贝尼托·佩雷斯·加尔多斯的现实主义小说。

## 主要角色
福尔图纳达（Fortunata）
天真、多情的女人，已婚，但爱上了情人华尼托。
华尼托（Juanito）
花心且贪图享受的男人。一生致力于寻乐与女人。
哈辛达（Jacinta）
华尼托的妻子，冷漠的女人，因利益驱使而与华尼托结婚。

## 内文目录
第一部
第一章 胡安尼托·圣克鲁斯
第二章 圣克鲁斯和阿纳伊斯；马德里商业的历史回顾
第三章 埃斯图皮尼亚
第四章 “海豚”的失足和得救
第五章 新婚之行
第六章 关于这个显赫家庭的更多详细情况
第七章 老圣女、创业者吉列米娜
第八章 夫妻生活的篇章
第九章 出访贫民区 第十章 夫妻生活的新篇章
第十一章 结尾，亦即开头
第二部
第一章 马克西米利亚诺·鲁宾
第二章 一个拯救者的苦心和不幸
第三章 “火鸡之妻”堂娜卢佩
第四章 尼科拉斯和胡安·巴勃罗·鲁宾谋划新的拯救计策和办法
第五章 米卡埃拉斯修道院之外
第六章 米卡埃拉斯修道院之内
第七章 婚礼和蜜月
第三部
第一章 古怪的习俗
第二章 复辟成功了
第三章 革命失败了
第四章 一堂实用哲学课
第五章 重归于好
第六章 心灵上的自然主义
第七章 想法……厚颜无耻的想法
第四部
第一章 万福马利亚大街
第二章 失眠症 第三章 放荡
第四章 新生活
第五章 没有理智的理智
第六章 结局
1. ↑  贝尼托·佩雷斯·加尔多斯. . . 重庆出版社                            副标题: 福尔图娜塔和哈辛塔. 1992-12-01  [2022-09-22]. ISBN 978-7-5366-1949-4. （原始内容存档于2022-09-22）.